# Israpresse
Ne doit pas être confondu avec The Jewish Press.
Israpresse est un pure player israélien. fondé par Serge Salfati.
En 2015, Lila Deray devient rédactrice en chef du site qualifié de première agence de presse israélienne en langue française, composée de 15 journalistes.